# Isolepis capensis
Isolepis capensis là loài thực vật có hoa trong họ Cói. Loài này được Muasya mô tả khoa học đầu tiên năm 2002.